# 田代容輔
田代 容輔（たしろ ようすけ、1995年6月27日 - ）は、大阪府大阪市出身の元プロサッカー選手。現役時代のポジションはフォワード。日本国籍取得前の本名は金 容輔（キン・ヨンボ）。

## 来歴
4人兄弟の末っ子として生まれた。中学校までIRIS生野に所属し、中学校卒業後は2人の兄もプレーした興國高校へ進学。50m走5秒9の快足を武器に2年時からレギュラーを獲得し、エースストライカーとして活躍した。また、在学中には複数のJリーグクラブに練習参加した。
2014年より、ヴィッセル神戸へ入団。
同年12月11日に日本国籍を取得。翌2015年より登録名を「田代容輔」に変更した。
2016年6月、ザスパクサツ群馬へ育成型期限付き移籍で入団。
2017年よりオーストラリア・アルビオン・パークホワイトイーグルスに加入。

## 所属クラブ
- 2004年 - 2007年 IRIS生野U-12（大阪市立東小路小学校）
- 2008年 - 2010年 IRIS生野U-15（大阪市立新生野中学校）
- 2011年 - 2013年 興國高等学校
- 2014年 - 2016年  ヴィッセル神戸
  - 2015年  Jリーグ・アンダー22選抜
  - 2016年7月 - 2016年  ザスパクサツ群馬 (期限付き移籍)
- 2017年  アルビオン・パークホワイトイーグルス（英語版）

## 個人成績
| 国内大会個人成績 | 国内大会個人成績 | 国内大会個人成績 | 国内大会個人成績 | 国内大会個人成績 | 国内大会個人成績 | 国内大会個人成績 | 国内大会個人成績 | 国内大会個人成績 | 国内大会個人成績 | 国内大会個人成績 | 国内大会個人成績 |
| 年度             | クラブ           | 背番号           | リーグ           | リーグ戦         | リーグ戦         | リーグ杯         | リーグ杯         | オープン杯       | オープン杯       | 期間通算         | 期間通算         |
| 年度             | クラブ           | 背番号           | リーグ           | 出場             | 得点             | 出場             | 得点             | 出場             | 得点             | 出場             | 得点             |
| 日本             | 日本             | 日本             | 日本             | リーグ戦         | リーグ戦         | リーグ杯         | リーグ杯         | 天皇杯           | 天皇杯           | 期間通算         | 期間通算         |
| ---------------- | ---------------- | ---------------- | ---------------- | ---------------- | ---------------- | ---------------- | ---------------- | ---------------- | ---------------- | ---------------- | ---------------- |
| 2014             | 神戸             | 29               | J1               | 0                | 0                | 0                | 0                | 0                | 0                | 0                | 0                |
| 2015             | 神戸             | 29               | J1               | 6                | 0                | 2                | 0                | 0                | 0                | 8                | 0                |
| 2016             | 神戸             | 29               | J1               | 0                | 0                | 1                | 0                | -                | -                | 1                | 0                |
| 2016             | 群馬             | 33               | J2               | 2                | 0                | -                | -                | 1                | 0                | 3                | 0                |
| 通算             | 日本             | 日本             | J1               | 6                | 0                | 3                | 0                | 0                | 0                | 9                | 0                |
| 通算             | 日本             | 日本             | J2               | 2                | 0                | -                | -                | 1                | 0                | 3                | 0                |
| 総通算           | 総通算           | 総通算           | 総通算           | 8                | 0                | 3                | 0                | 1                | 0                | 12               | 0                |

その他の公式戦
| 2015   | J-22   | -      | J3     | 1 | 0 | 1 | 0 |
| 通算   | 日本   | 日本   | J3     | 1 | 0 | 1 | 0 |
| 総通算 | 総通算 | 総通算 | 総通算 | 1 | 0 | 1 | 0 |